# Amy Witting
Amy Witting (născută Joan Austral Fraser la 26 ianuarie 1918 - d. 18 septembrie 2001), a fost o romancieră și poetă de etnie australiană.